# Hymenophyllaceae
Hymenophyllaceae (Гіменофілові або Мембранолисті) — єдина родина папоротеподібних рослин з порядку Hymenophyllales. У Європі (але не в Україні) ростуть види: Vandenboschia speciosa, Hymenophyllum maderense, Hymenophyllum tunbrigense і Hymenophyllum wilsonii. Hymenophyllaceae існували, принаймні у пізньому тріасі. Етимологія: дав.-гр. ὑμήν — «шкіра, мембрана», дав.-гр. φύλλον — «листок».

## Опис
Рослини наземні і епіфітні. Рослини часто з крихітним повзучим кореневищем і з листям від трьох до кількох десятків сантиметрів. Коріння відсутнє у деяких видів і замінюється корінцями уздовж кореневища. Листя, як правило, волохаті, лопатеві, перисті, але деякі види мають ціле листя. Спорангії, чашоподібні, згруповані в сорусах, на краю листя. Спори зелені.

## Поширення
Родина з субкосмополітичним поширенням, але як правило, обмежуючись дуже вологими місцями або місцями, де вони змочуються бризками з водоспадів або джерел. Переважна більшість видів зустрічається в тропічних лісах, але деякі з них також зустрічаються в помірних тропічних лісів (зокрема, Нової Зеландії) і кілька — в сухих лісових районах.

## Роди
Перелік родів цей родини змінна з індексом і авторами: тільки 3 — по індексу ITIS, 9 — по індексу NCBI, 63 — по індексу GRIN та IPNI. Кількість видів становить понад 600. Традиційно, родина ділиться на дві основні групи: гіменофілоїди (типовий рід Hymenophyllum) з двогубим індузієм і трихоманоїди (типовий рід Trichomanes) з трубчастим індузієм. Остання група морфологічно більш різноманітна і тепер розділена на окремі роди.
| - Abrodictyum - Achomanes - Amphipterum - Apteropteris - Bergera - Buesia - Callistopteris - Cardiomanes - Cephalomanes - Craspedoneuron - Craspedophyllum - Crepidomanes - Crepidophyllum - Crepidopteris - Dermatophlebium - Didymoglossum - Feea - Gonocormus - Habrodictyon | - Hemicyatheon - Hemiphlebium - Hymenoglossum - Hymenophyllum - Hymenostachys - Lacostea - Lacosteopsis - Leptocionium - Leucomanes - Macroglena - Maschalosorus - Mecodium - Meringium - Microgonium - Microtrichomanes - Mortoniopteris - Myriodon - Myrmecostylum - Nesopteris | - Neuromanes - Neurophyllum - Pleuromanes - Polyphlebium - Pseudomecodium - Pteromanes - Ptilophyllum - Ptychophyllum - Pyxidaria - Reediella - Rosenstockia - Selanodesmium - Selenodesmium - Serpyllopsis - Sphaerocionium - Trichomanes - Trigonophyllum - Vandenboschia |

## Галерея

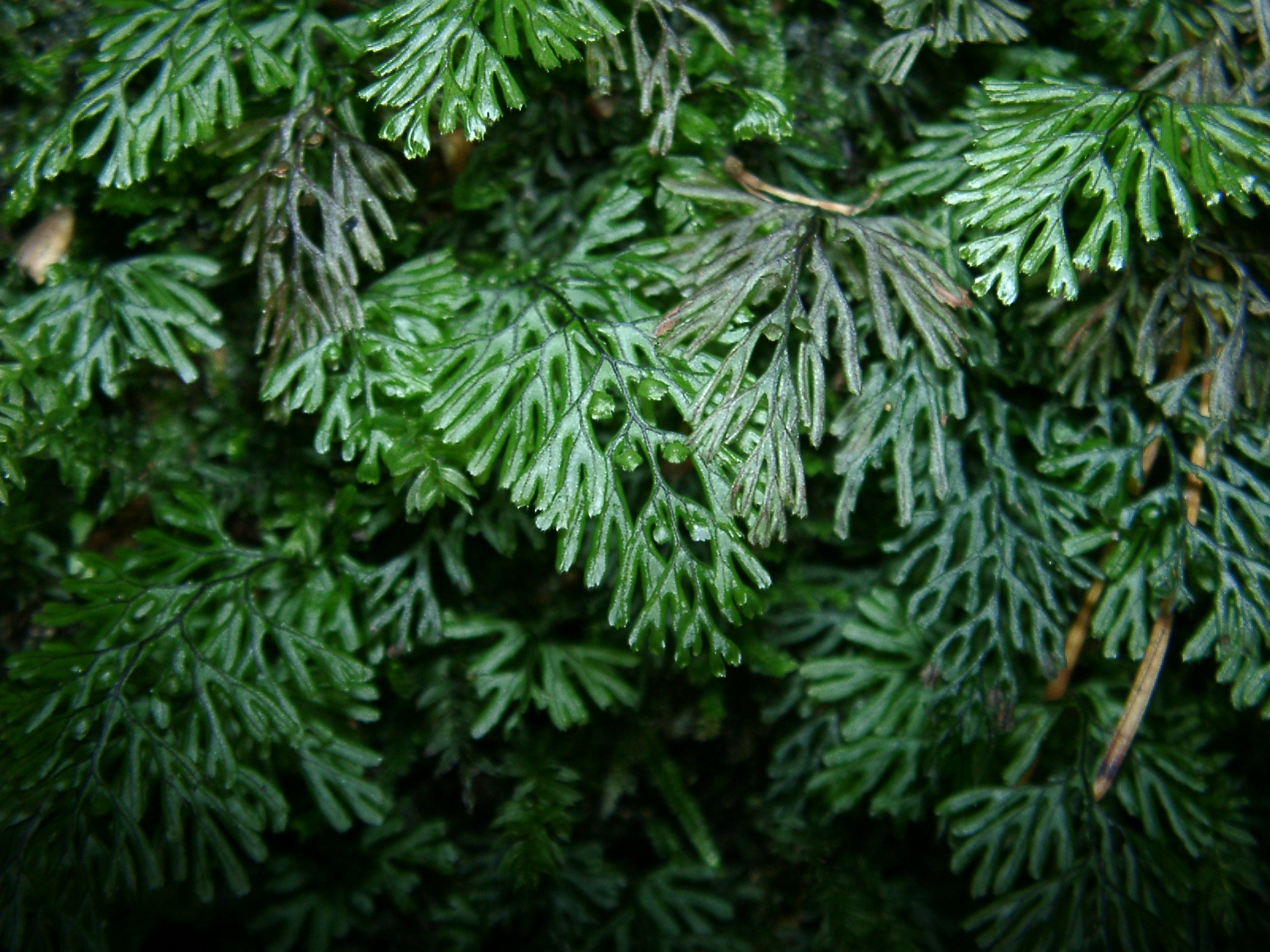
Hymenophyllum tunbrigense
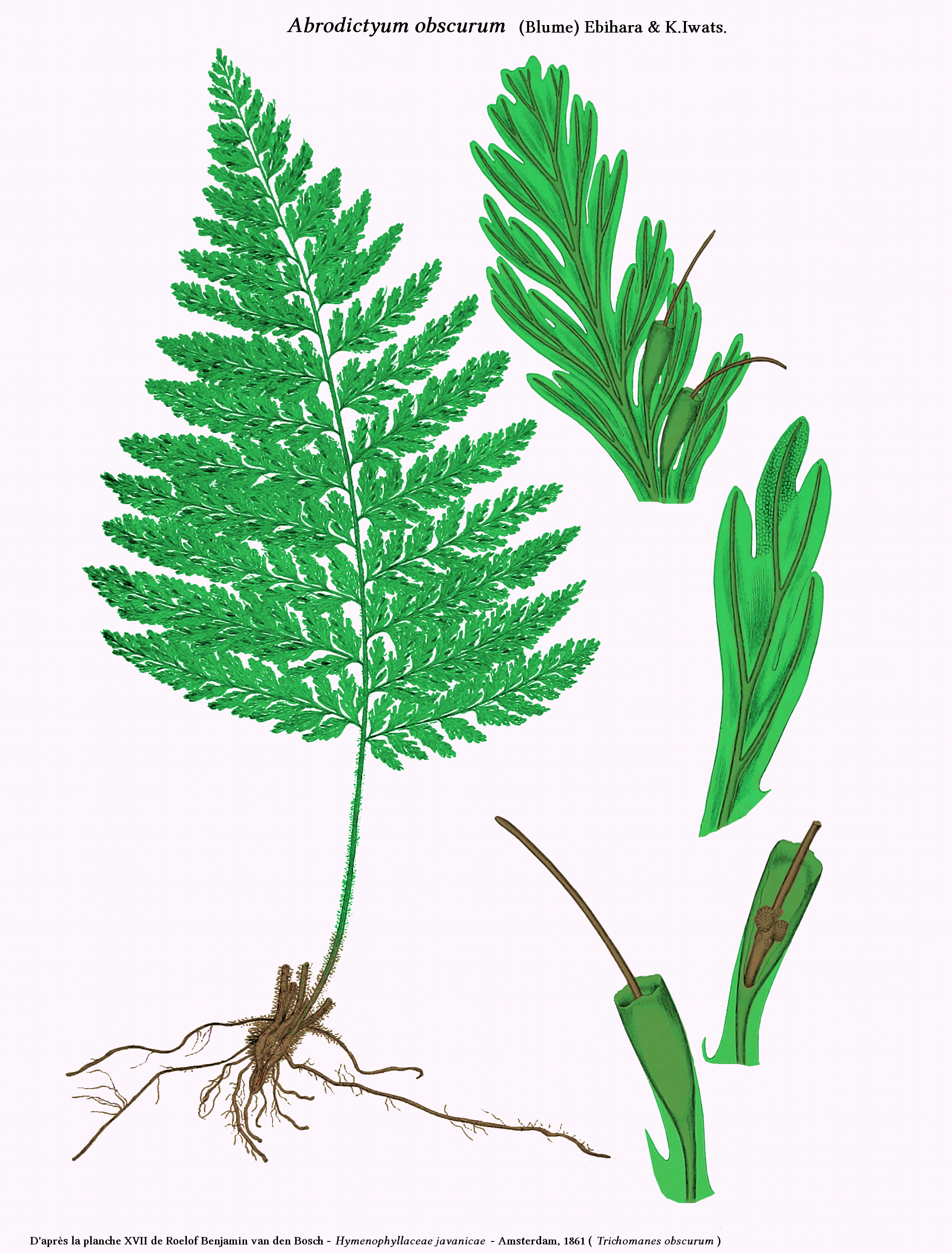
Abrodictyum obscurum
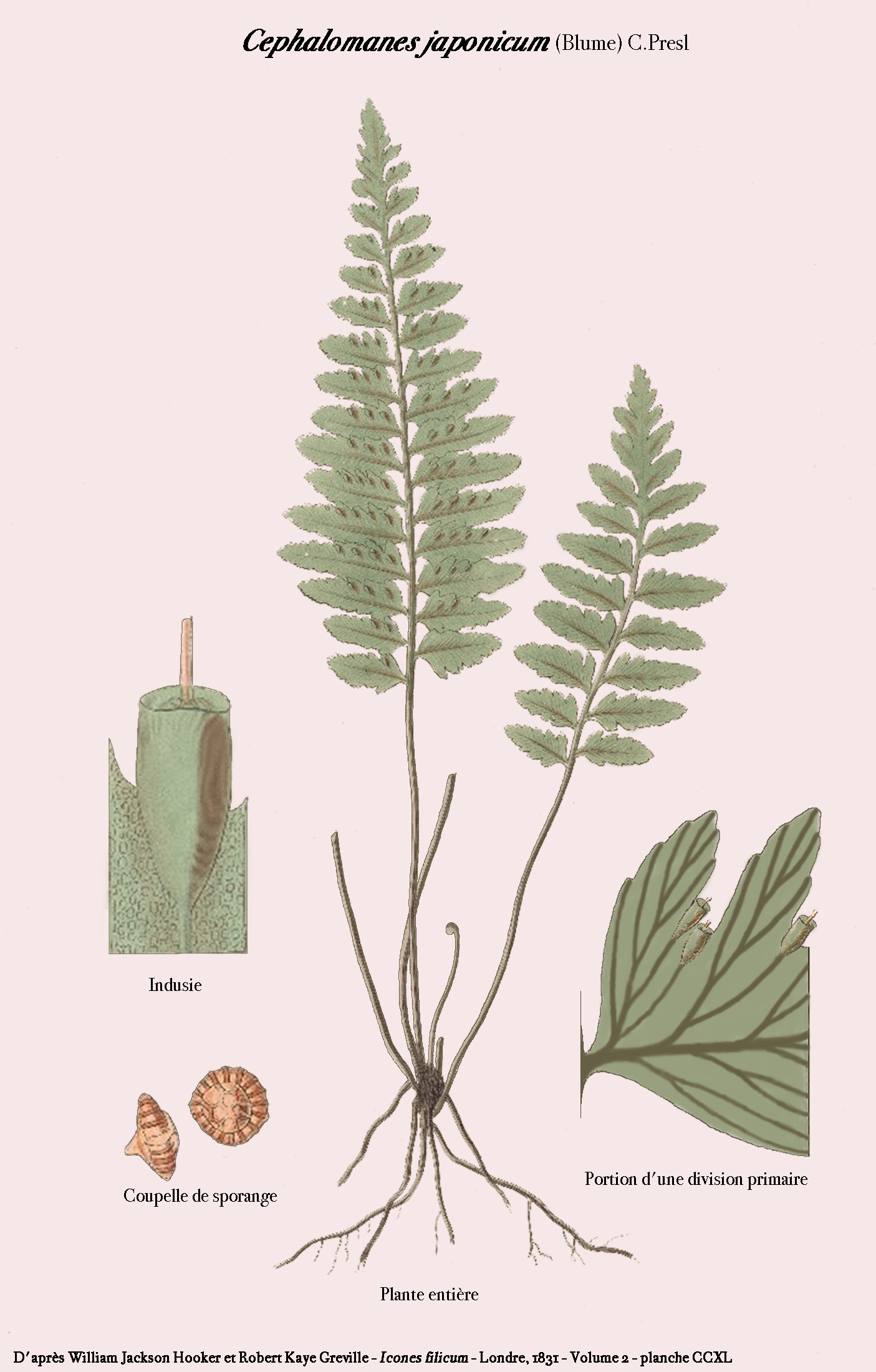
Cephalomanes javanicum